# عاشق پاشا

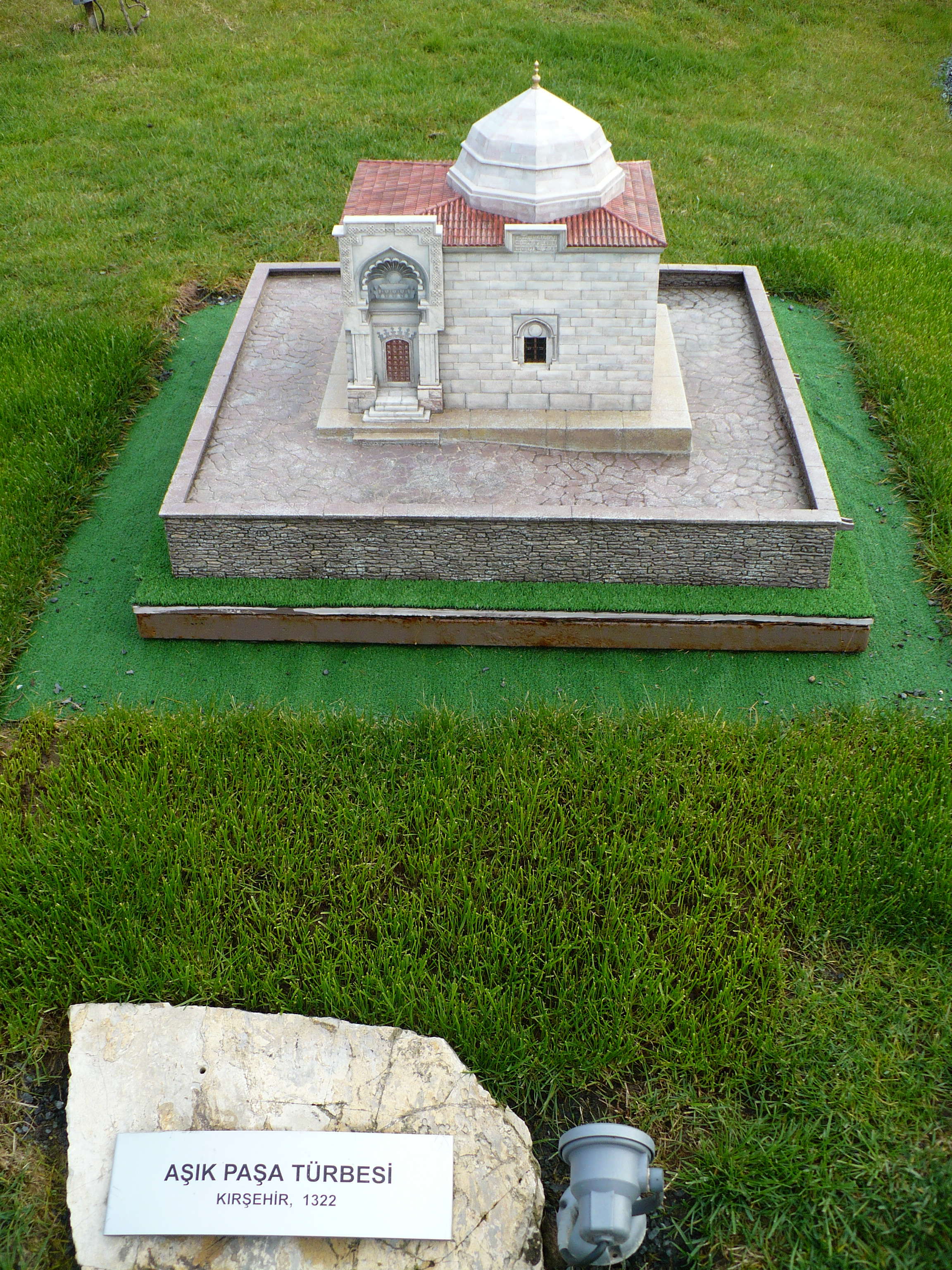
ماکتی از مقبره‌ی کشف شده عاشیق پاشا در kirşehir

 عاشیق  پاشا یا  عاشق ]]  پاشا نوه بابا الیاس خراسانی  شاعر ترکی سرای قرن هشتم هجری است. اثر معروف او،غریب نامه نام دارد که کتاب عظیم صوفیانه – اخلاقی است که در سال ۷۳۰ در شهر قیرشهر  از شهر آناطولی نوشته و آن را تحت تاثیر مثنوی معنوی مولانا و همان وزن و اسلوب، در ده باب و هر باب در ده بخش نوشته شده است.